# Malocampa lupana
Malocampa lupana är en fjärilsart som beskrevs av Paul Dognin 1908. Malocampa lupana ingår i släktet Malocampa och familjen tandspinnare. Inga underarter finns listade i Catalogue of Life.